# Salomon Weinzieher
Salomon Weinzieher (ur. 19 kwietnia 1869 w Białymstoku, zm. w sierpniu 1943 w KL Auschwitz) – polski lekarz żydowskiego pochodzenia, poseł na Sejm Ustawodawczy oraz I kadencji II Rzeczypospolitej

## Życiorys
Urodził się 19 kwietnia 1869 w Białymstoku, w rodzinie Hersza i Miny z Flachów. Był bratem przedsiębiorcy Gustawa Weinziehera. Ukończył gimnazjum w Piotrkowie Trybunalskim. Studiował na wydziale medycznym Uniwersytetu Warszawskiego, wydalony za działania politczne. Dyplom lekarski uzyskał w 1897 w Kijowie. Osiadł w Będzinie. Został dyrektorem tamtejszego szpitala, a także radnym miejskim. W latach 1907–1913 był sekretarzem Towarzystwa Lekarskiego Zagłębia Dąbrowskiego. Był prezesem Zarządu Gminy Żydowskiej w Będzinie. Zaangażował się w działalność społeczną – był od 1909 prezesem Towarzystwa Dobroczynności Wyznania Mojżeszowego w Będzinie. W latach 1919–1927 i 1938–1939 sprawował mandat poselski jako poseł bezpartyjny. Od 1925 był przewodniczącym rady miejskiej Będzina.
Podczas II wojny światowej został uwięziony w będzińskim getcie, a następnie w 1943 deportowany do Auschwitz.
Od 28 marca 1897 był mężem Anny z Federów. Jego synami byli lekarz Jan Jakub Weinzieher (ur. 1908); który w latach 30. pracował jako chirurg w Szpitalu Żydowskim w Sosnowcu przy ul. Konrada; zamordowany później w Katyniu oraz prawnik Michał Weinzieher, który na początku II wojny światowej poślubił poetkę Zuzannę Ginczankę.